# Полищук, Галина Александровна
Галина Александровна Полищук — театральный режиссёр и педагог. Главный режиссёр МХАТ им. Горького с 2023 года.
Окончила Российскую академию театрального искусства (курс Б. Юхананова), преподавала актёрское мастерство в Рижском филиале ГИТИС (курс музыкального театра Г. Ансимова и Р. Виктюка). Свою карьеру начала в Новом Рижском театре, затем работала очередным режиссёром в Национальном театре. Осуществила постановки в различных латвийских театрах, в Москве, Санкт-Петербурге и других городах России, а также в Литве, Норвегии, Эстонии, России. Её работам присущи яркий театральный язык, острота формы, современное звучание.

## Биография
Родилась в Риге в 1968 году (Латвийская ССР), в семье Александра Полищука, авиационного инженера и Софьи Полищук инспектора канцелярии МВД Латвии, имеет дочь Подольскую Катрину. 
После окончания рижской средней школы № 62, работала стюардессой в аэропорту Рига, затем поступила в Латвийский Университет на филологический факультет, по специальности «русский язык и литература», работала учителем в рижской средней школе № 89, преподавателем в Балтийском Русском Институте, в 2000 м году закончила Российскую Академию Театрального Искусства по специальности «театральный режиссёр драмы».

## Работа в театре
Спектакли Галины Полищук участвовали в международных театральных фестивалях в России — «Золотая маска», «Новая драма», Германии — «Новая Европа», «Трибуна» , Дании, Словакии, Чехии, Санкт-Петербурге — «Балтийский дом и др», Украине, Польше, Хорватии, Сербии, Белоруссии, Израиле, Словении, Эстонии, Литве и др. и были отмечены театральными призами и номинациями, а также различными наградами прессы. «Американский театральный журнал» назвал постановку «Трамвай „Желание“» по Т.Уильямсу одной из лучших в Америке текущего сезона.
В 2005 году вместе с ушедшими из Национального театра актёрами, при поддержке министерства культуры Латвии и лично министра Хелены Демаковой, а также рижской думы и лично мэра Риги Яниса Биркса, основала «Театральную обсерваторию», с целью творить независимый интеллектуальный театр. На сегодняшний день это труппа популярных в Латвии актёров, а также, по мнению зарубежных театральных критиков: «это — художественный коллектив, сумевший выработать свой театральный язык и свой способ подачи материала». В 2010 году театр по причине отмены государственного финансирования прекратил своё существование.
Главный режиссёр МХАТ им. Горького с 13 марта 2023 года

### Постановки
1. «Он, она и Франц», по мотивам Набокова «Король, дама, валет» — «Новый Рижский театр» — дипломный спектакль. Номинирован как спектакль года за режиссуру и лучшую женскую и мужскую роль. Награда за лучший дебют.
2. «Стеклянный зверинец» Т.Уильямс -«Новый Рижский театр» Номинация на театральную премию года за режиссуру, мужскую и женскую роли второго плана.
3. «Ромео и Джульетта. Миф» В.Шекспир — Лиепайский театр. Номинация — лучший спектакль года, лучшая режиссура, сценография, лучшая мужская, женская и роль второго плана. Премия Латвии «Ночь лицедеев» за лучшую сценографию, мужскую и женскую роль.
4. «Вей, ветерок» Я.Райнис — Латвийский Национальный театр. Номинирован на театральную премию Латвии в 9 номинациях, в том числе за режиссуру и актёрские работы, получил гран-при фестиваля в Словении, награды за режиссуру и музыку на фестивале «Малое пространство» в Риеке, Хорватия, был представлен на фестивале «Золотая маска» в программе «Маска плюс», а также в программе фестиваля «Новая Европа» в Германии, номинирован на приз «Балтийской ассамблеи» за новаторство.
5. «Жасмин» И.Абеле- Русский театр им Чехова. Приз жюри за лучшую женскую роль второго плана
6. «Жестокие игры» Арбузов — Латвийский Национальный театр. Приз жюри за женскую и мужскую роль.
7. «Святая кровь» норвежский эпос, «Blak box» Осло, Норвегия
8. «Мы» по пьесе Островского «Гроза». «Театральная Обсерватория» совместно с Латвийским Национальным театром. Номинация на театральную награду Латвии за лучшую мужскую роль. Гран-при фестиваля «Славия» Белград. Участник и призёр многочисленных фестивалей.
9. «Укрощение строптивой. SLAI:D» В.Шекспир. Латвийский Национальный театр. Театральная награда года — лучшая женская роль, лучшая мужская роль. Номинация лучший спектакль года, режиссура.
10. «Джулия Фарнезе» Л.Фейхтвангер. Латвийский Национальный театр.
11. «Керри. Ретроспекция». Мюзикл Раймонда Паулса с его прямым участием. Латвийский Национальный театр. Номинация на лучшую женскую и мужскую роль.
12. «Трамвай „Желание“» Т.Уильямс . «Театральная Обсерватория» Лауреат в номинации лучшая женская роль второго плана.
13. « Как стать знаменитой» Е.Исаева. «Театральная Обсерватория» Номинация — лучшая женская роль . Приз жюри и приз зрительских симпатий на фестивале «Март-контакт» за лучшую мужскую роль.
14. «Олеся» И.Куприн. Театр «Et-cetera» под руководством Александра Калягина. Москва. Россия
15. «Ночи Кабирии» по сценарию Ф.Феллинни, музыка — Раймонда Паулса. «Театральная Обсерватория»
16. « Полёт». «Театральная Обсерватория». Участник и призёр многочисленных фестивалей.
17. «Суламифь» Куприн. «Театральная Обсерватория», Дом конгрессов, "Обсерватория — Пространство «Black Box».
18. «Возвращение в любовь» — Мюзикл Раймонада Паулса, на стихи Евгения Евтушенко, Театр-фестиваль «Балтийский дом» Санкт-Петербург, Россия
19. «Обрезание» Б.Шлинк. Таллинский русский театр, Эстония
20. «Кто боится Верджинии Вульф?» Э. Олби. Омский государственный «Пятый театр», Россия
21. «FaceBook. Postscriptum». Открытое театральное пространство «64» Рига, Латвия
22. «Игра на выживание» по пьесе Дарио Фо «Не играйте с архангелами». Омский государственный «Пятый театр», Россия
23. «Герой нашего времени» М. Ю. Лермонтов. Эндла-театр, Эстония. Номинирован на театральную премию Эстонии за лучшую работу художника
24. «Лодочник» А. Яблонская, «ДРАМА НОМЕР ТРИ» Россия. Постановка спектакля осуществлялась при финансовой поддержке фонда М. Прохорова. Лонг лист премии «Золотая маска». Лучшая работа художника, фестиваль «Новосибирский транзит»
25. «Наш городок» Торонт Уайлдер, Лиепайский театр.
26. «Человек, который боялся лифта» Б. Альфорс, Лиепайский театр
27. «Квота на жизнь» Независимы проект, «D@lit» театра, спектакль создан при поддержке юрмальской думы. Участвовал в международном фестивале «Радуга» (Санкт-Петербург)
28. «Старший сын — антиутопия» А. Вампилов. Лиепайский театр драмы
29. «Девочка из переулка. Хеллоуин» Лейрд Кенинг, лонг-лист «Золотой маски 2018», номинация на премию губернатора Свердловской области за выдающиеся достижения в области литературы и искусства за 2017 год. Лучшая мужская роль второго плана фестиваль «Браво»
30. «Изумрудный город @ Enter» по мотивам повести А. Волкова. Лиепайский драматический театр.
31. «Не сотвори себе» по пьесе М. Зелинской «Хуманитас инжиниринг» Астраханский драматический театр
32. «Ганди молчал по суботам» А. Букреева, Театр у Никитских ворот, под руководством Марка Розовского
33. «Белый шум» по пьесе Олега Михайлова, Театр на Таганке, проект «Репетиция»
34. «Герой нашего времени» М. Ю. Лермонтов, Астраханский драматический театр
35. «Орфей спускается в ад» Тенеси Уильямс, Театр на Таганке, проект «Репетиция»
36. «Женщины Есенина» по книге З. Прилепина, МХАТ им Горького
37. «Жди меня», МХАТ им Горького
38. «Нежданно-негаданно», МХАТ им Горького
39. «Над Не», МХАТ им Горького

### Спектакли Галины Полищук, представленные на фестивалях
1. «Вей, ветерок» Латвийский Национальный театр. Фестиваль «Малое пространство», Риек, Хорватия
2. «Вей, ветерок» Латвийский Национальный театр. Фестиваль «Новая Европа», под руководством Роберто Чюли, Мюльхельм. Германия
3. «Ромео и Джульета. Миф» Лиепайский театр. Международный шекспировский фестиваль. Гданьск, Польша.
4. «Жасмин» Русский театр им. Чехова. Фестиваль «Новая драма» Москва, Россия.
5. «Вей, ветерок» Латвийский Национальный театр. The Nordic Theatre Festival Sight and Vision. Копенгаген. Дания
6. «Вей, ветерок» Латвийский Национальный театр. «Маска плюс», фестиваль «Золотая маска» Москва, Россия
7. «Мы» совместный проект Латвийского Национального театра и Театральной Обсерватории Галины Полищук. Международный театральный фестиваль Tempus Art , Словакия.
8. «Мы» совместный проект Латвийского Национального театра и Театральной Обсерватории Галины Полищук. Международный театральный фестиваль «Балтийский дом», Санкт-Петербург, Россия.
9. «Мы» совместный проект Латвийского Национального театра и Театральной Обсерватории Галины Полищук, фестиваль «SLAVIJA», Белград, Сербия. Лауреат фестиваля. Гран -при в номинации «Лучший спектакль».
10. «Вей, ветерок» Латвийский Национальный театр, «Обсерватория». Международный театральный фестиваль «Stage of humaniti» Украина.
11. «Полет». «Театральная Обсерватория». Международный театральный фестиваль малых форм «Atspindis», Литва. Лауреат фестиваля. 1 место.
12. «Керри. Ретроспекция». Совместный проект Латвийского Национального театра и Театральной Обсерватории Галины Полищук. Международный фестиваль «Балтийский дом» Санкт-Петербург, Россия.
13. «Как стать знаменитой». «Театральная Обсерватория Галины Полищук». Фестиваль «Март-контакт» Белоруссия, лауреат фестиваля «Приз зрительских симпатий» и лучшая актёрская работа (Андрис Булис — роль мамы)
14. «Полёт» — фестиваль малых форм, Израиль.
15. «FaceBook. Postscriptum», «Полёт» — фестиваль «Радужный мост» Симферополь — Ялта, Россия.
16. «Полёт» — международный фестиваль «Монобалтия» Литва. Лауреат фестиваля − 2-е место.
17. «Полёт» — международный фестиваль «Монокль», программа «Балтийского дома» Санкт-Петербург, Россия. Лауреат фестиваля − 3-е место.
18. «Полёт» — международный фестиваль «Мельпомена Таврии», Украина. Лучший спектакль малой формы.
19. «Полёт» — международный театральный фестиваль «Мономафия» Эстония.
20. «Полет» — международный театральный фестиваль «Радуга»
21. «FaceBook. Postscriptum» — международный театральный фестиваль «Радуга», Санкт-Петербург, Россия,
22. «FaceBook. Postscriptum» международный театральный фестиваль «SETT-Трибуна» /Диалоги Европы/ Штутгарт, Германия.
23. «Лодочник» — участник регионального фестиваля «Браво», Екатеринбург, приз жюри за лучшую мужскую роль и лучшую роль 2-го плана.
24. «Лодочник» — фестиваль «Ново-Сибирский транзит», приз за лучшую работу художника.
25. «Квота на жизнь» — международный фестиваль «Радуга», в программе принимали участие Оливье Пи, Серебряников, Вайткус, Коршуновас, Кулябин и др.